# Anansi (rodzaj)
Anansi – rodzaj pająków z rodziny naśladownikowatych. Gatunkiem typowym jest Anansi luki Benavides & Hormiga, 2017.

## Taksonomia
Takson ten został opisany po raz pierwszy w 2017 r. przez parę arachnologów Benavides & Hormiga, 2017.
Do rodzaju tego należą trzy opisane gatunki:
- Anansi insidiator (Thorell, 1899) – od Afryka Zachodnia
- Anansi luki Benavides & Hormiga, 2017 – Afryka Zachodnia
- Anansi natalensis (Lawrence, 1938) – Południowa Afryka.